# Förvaret
Förvaret är en dokumentär inifrån Migrationsverkets låsta förvar där människor frihetsberövas i väntan på tvångsavvisning.
Filmen är regisserad av Anna Persson och Shaon Chakraborty. Producent är Anna Weitz, RåFILM.
Filmen hade svensk biografpremiär 10 april 2015. Distributör är Folkets bio. Filmen vann Victor-priset för bästa film inspelad i Stockholm-Mälardalen 2015 och är nominerad till en Guldbagge för bästa dokumentär 2015, vilket den senare vann.